# Abenbury
Abenbury est une communauté du borough de comté de Wrexham, au pays de Galles.

## Géographie
La communauté d'Abenbury s'étend à l'est de la ville de Wrexham. Elle englobe le village de Pentre Maelor (en) et une partie de la zone industrielle de Wrexham (en).

## Démographie
Au recensement de 2011, la communauté d'Abenbury comptait 1 678 habitants.